# Železov(II) klorid
Železov(II) klorid ali fero klorid je kemijska spojina s formulo FeCl2. Je paramagnetna trdnina sivo bele barve z visokim tališčem. Iz vode kristalizira kot zelenkast tetrahidrat (FeCl2•4H2O). V laboratoriju se najpogosteje uporablja v ravno tej obliki, čeprav obstaja tudi dihidrat (FeCl2•2H2O). Sol je topna v vodi in daje rumeno obarvane raztopine.

## Proizvodnja
Hidrirana oblika železovega(II) klorida se proizvaja z raztapljanjem odpadkov iz proizvodnje železa v klorovodikovi kislini:
Fe + 2 HCl → FeCl2 + H2
Takšne raztopine so običajno »prekisane«, še zlasti če se klorovodikova kislina ni v celoti porabila. Prebitno kislino se mora pred izpuščanjem v naravo ustrezno obdelati. Železov(II) klorid nastaja tudi kot stranski produkt v proizvodnji titana, ker titanove rude vsebujejo tudi nekaj železovih spojin.

## Laboratorijska priprava
Najenostavnejši laboratorijski način priprave je raztapljenja železovega prahu v zmesi metanola in nasičene klorovodikove kisline. V reakciji nastane metanolni solvat, ki med segrevanjem v vakuumu pri 160 °C razpade na brezvodni FeCl2. Na enak način se lahko pripravita tudi FeBr2 and FeI2.
Fe + 2HCl + 2CH3OH → FeCl2 + CH4 + H2O
Drug način priprave je reakcija železovega(III) klorida s klorobenzenom:
2 FeCl3 + C6H5Cl → 2 FeCl2 + C6H4Cl2 + HCl
FeCl2 je dokaj dobro topen v tetrahidrofuranu (THF), ki je pogosto topilo v kemijskih reakcijah. V eni od dveh sintez ferocena se FeCl2 generira s segrevanjem FeCl3 z železovim prahom v THF. FeCl3 pri visokih temperaturah razpada v FeCl2.

## Reakcije
FeCl2 tvori komplekse z mnogo ligandi. Z dvema molskima ekvivalentoma [(C2H5)4N]Cl  tvori sol [(C2H5)4N]2[FeCl4]. Sorodne spojine se lahko pripravijo s solmi, vključno z [MnCl4]2−, [MnBr4]2−, [MnI4]2−, [FeBr4]2−, [CoCl4]2−, [CoBr4]2−, [NiCl4]2− in [CuCl4]2−.

## Uporaba
Fero klorid ima več nišnih aplikacij, vendar manj kot sorodna fero sulfat in feri klorid. Poleg tega, da se v laboratoriju uporablja za sintezo kompleksov, služi tudi kot reduktivni flokulant za obdelavo odpadnih voda, zlasti za vode, ki vsebujeji kromate. Je tudi prekurzor za hidrirane železove(III) okside, ki so magnetni pigmenti.  V mnogo organskih sintezah se uporablja kot reducent.